# Squadra antitruffa
Squadra antitruffa è un film del 1977, diretto da Bruno Corbucci ed è il terzo capitolo della saga di film interpretati da Tomas Milian nei panni dell'ispettore Nico Giraldi.

## Trama
Franco Bertarelli, detto Venticello, va all'aeroporto con l'intenzione di truffare i viaggiatori, utilizzando una finta schedina vincente del Totocalcio. In un altro luogo di Roma, il maresciallo Nico Giraldi è impegnato a smascherare Tarcisio Pollaroli detto Er Fibbia, che truffa gli ingenui, sostenendo che grazie a delle presunte pastiglie giapponesi può trasformare un pieno d'acqua in carburante. Tornato al commissariato trova Baruffaldi, un viaggiatore lombardo truffato con una schedina del Totocalcio, e dopo aver capito chi è l'autore della truffa, fa irruzione in un bar e recupera i soldi truffati.
In serata, il commissario Tozzi avverte Giraldi che da Londra è arrivato un detective dei Lloyd's, Robert Clayton, che sta cercando di venire a capo di una truffa internazionale: un giro di soldi basato su delle false polizze assicurative fatte a nome di persone, poi decedute, con la fantomatica assicurazione Enutria che, essendo a sua volta ri-assicurata coi Lloyd's, inviava all'agenzia inglese le ricevute delle polizze, assieme alla prima rata del premio, potendo così poi incassare le grosse somme degli indennizzi spettanti ai presunti beneficiari (in realtà inesistenti).
Giraldi indagando riesce a scoprire il nome dell'amministratore dell'assicurazione: Pasquale Pinarelli. Corre a casa sua ma lo trova a letto morto, insieme alla sua giovane amante Anita Bevilacqua. Il maresciallo viene insospettito da un messaggio che trova nella segreteria telefonica, dove un certo "Angelo" dice a Pinarelli di cercare un certo Mylord al night-club "La Prugna", frequentato da omosessuali.
Il maresciallo cerca di intercettare Mylord, ma questi gli sfugge; verrà successivamente catturato da Clayton con un trucco. Una volta portato in commissariato, Mylord mette la polizia sulle tracce del dipendente delle Terme di Tivoli Angelo Tornabuoni (quello della segreteria telefonica a casa di Pinarelli). Giraldi la mattina successiva va alle Terme per parlare con Angelo, ma un misterioso sicario uccide quest'ultimo assieme a Mylord, anch'egli recatosi alle terme.
Alle terme, Giraldi incontra la sorella di Tornabuoni, che a sua volta lo mette sulle tracce di Sergio Michettoni, arbitro di tennis, che però verrà ucciso proprio sul campo. L'assassino è un sicario calabrese, un certo Armando Trani, che Giraldi insegue fin sui tetti di alcuni palazzi, per poi catturarlo, ma dovendo poi rilasciarlo per mancanza di prove.
A questo punto entra in scena anche un quarto membro dell'assicurazione, lo stuntman Aldo Proietti, che dá appuntamento a Giraldi al ponte della Scafati per parlargli, ma in realtà inscena il proprio omicidio per poi fuggire a San Francisco e salvarsi, grazie all'aiuto di Venticello. Giraldi scopre il trucco della finta morte vedendo un film western dove recita proprio Proietti, che nel film viene ucciso nella stessa maniera del giorno precedente. Convinto Venticello a rivelare dove si nasconde Proietti, Giraldi e Clayton vanno a San Francisco, dove per entrare in contatto con la malavita locale, si dedicano a numerose truffe ai danni dei negozianti del quartiere, protetti dal boss italoamericano Don Salvatore Passamonti. Entrati nelle sue grazie, i due investigatori, con uno stratagemma, riescono a farsi consegnare Proietti.
Ritornati a Roma, Proietti viene ucciso non appena sbarcato dall'aeroporto, ma durante il volo aveva già confessato, permettendo così a Nico di capire che il mandante degli omicidi è in realtà l'avvocato Ferrante, proprietario della TV locale Antenna 7 e uno dei soci fondatori di Enutria Assicurazioni che, per non dare sospetti, s'è candidato per diventare il nuovo sindaco di Roma.
Giraldi incontra Ferrante e gli racconta una "storiella" (ossia ciò che ha confessato Proietti in aereo), e gli mostra una cassetta che contiene la registrazione della "storiella", narrata dallo stesso Proietti.
Ferrante compra la cassetta per 50 milioni di lire (una parte dei soldi truffati da Enutria), in modo da non far trapelare quanto accaduto, ma quando l'avvocato l'ascolta, scopre che contiene invece una registrazione dell'inno nazionale e la polizia, con un'imboscata, è già pronta ad arrestarlo.
Clayton si congratula con Nico e gli regala un cappello da Sherlock Holmes, poi riporta i soldi a Londra.

## Produzione

### Riprese
Nel film si vede anche un inseguimento che passa per la famosa Lombard Street, una strada con degli stretti tornanti a San Francisco, visibile anche in diversi telefilm polizieschi americani.